# All Shall Perish
All Shall Perish é uma banda de deathcore americana de Oakland, Califórnia formada em 2002.

## História
Em 2003, All Shall Perish surgiu na Baía de São Francisco com antigos membros das bandas "End of All", "Antagony", e "Boof". Os membros fundadores foram Matt Kuykendall, Ben Orum, e Mike Tiner. A banda tinha a intenção de não ser rotulada como Death metal", "Hardcore" ou "Metalcore," Os americanos explodiram na cena de Bay Area em 2002, tocando em todos tipos de shows imagináveis. Depois de gravar uma demo de 3 canções, lançaram o seu demo em 2003 chamando a atenção do selo japonês Amputated Vein Records. Em 19 de abril de 2003, lançaram seu primeiro álbum Hate, Malice, Revenge. Depois da turnê  DIY. Underground, a banda assinou um contrato mundial com a Nuclear Blast records, em dezembro de 2004.
Em 2005, foi re-lançado o álbum de estreia pela Nuclear Blast e desde então tem recebido elogios da cena Underground. Com Hate.Malice.Revenge relançado, passaram o resto de 2005 excursionando e escrevendo seu segundo disco com turnês bem-sucedidas ao lado de Six Feet Under, As I Lay Dying, Bleeding Through, Brujeria, Dying Fetus e DIECAST. Em 2006, o The Price of Existence foi lançado e gerou críticas positivas.
O grupo lançou seu terceiro álbum de estúdio, Awaken the Dreamers em 16 de setembro de 2008, através da Nuclear Blast. O álbum estreou na 126ª posição na Billboard 200 e número 1 nas paradas Top Heatseekers, com 5.500 cópias vendidas em sua primeira semana. O guitarrista Caysen Russo e vocalista Craig Betit só trabalharam no primeiro álbum da banda, logo foram substituídos, respectivamente, por Chris Storey e Hernan "Eddie" Hermida.
Eles completaram várias turnês pelo país em 2006, além da configurarem na "The Darkness Over Europe 2007 tour". Bray Almini (Suffokate) participa ocasionalmente no lugar de Mike Tiner no baixo durante shows. Em setembro de 2008, tornaram-se a primeira banda de metal americano a fazer turnê na Sibéria, fazendo shows em Irkutsk, Novosibirsk, Tomsk, e Omsk. A banda também fez parte da "European leg of the Hell On Earth Tour 2008". No dia 11 de novembro de 2008, a banda gravou o vídeo para o single "Never Again..." no centro de Los Angeles, dirigido por Gary Smithson.
Em 5 de fevereiro de 2009, All Shall Perish advertiu em seu site que eles substituiriam o guitarrista Chris Storey por Jason Richardson.
Após terminar a turnê "Night Of The Living Shred", a banda voltou para a Califórnia, onde escreveriam um novo álbum a ser lançado em 2010. Mike Tiner afirmou que o processo está "indo lento, muito lento".
O quarto álbum de estúdio da banda This is Where it Ends foi lançado no fim de julho de 2011. Uma organização de direitos autorais chamada World Digital decidiu processar 80 fãs em 150 mil dólares em 20 de abril de 2012 por usarem o BitTorrent para download ilegal do álbum. Essa ação foi feita sem o consentimento da banda, logo fazendo com que ela se posicionasse ao lado de seus fãs. O processo foi encerrado por requisição da banda.

## Estilo musical e temas líricos
As letras das músicas focam na política social, abrangendo auto-ajuda, anti-estadismo e descontentamento com os governantes; além de serem contra o capitalismo especulativo (a ideologia da banda se baseia na social democracia). Percebe-se influência de bandas europeias em seu som, principalmente as bandas suecas de death metal.

## Integrantes
Atuais
- Christopher Storey - guitarra
- Ben Orum - guitarra
- Eddie Hermida - vocal
- Matt Kuykendall - bateria

Ex-integrantes
- Jason Richardson - guitarra
- Caysen Russo - guitarra (Hate Malice Revenge)
- Craig Betit - vocal (Hate Malice Revenge)
- Wilken Torres - guitarra base

Posto e membros da sessão
- Rob Maramonte - guitarrista de suporte atual em tour
- Bray Almini (Suffokate, ex-suporte Antagony) baixo -, tour
- Jeremy Cohen - baixo, tour de apoio
- Joey Ellis - guitarra, tour de apoio
- Ian Webb - guitarra, tour de apoio

## Discografia

### Álbuns de estúdio
| Ano  | Título do álbum |
| 2003 | Hate, Malice, Revenge - Lançamento: April 19, 2003 - Gravadora: Amputated Vein Records, Nuclear Blast (NB 1401-2) 1. Originalmente lançado em 2003 pelo selo japonês Amputated Vein Records, o relançamento mundial quase dois anos depois pela Nuclear Blast |
| 2006 | The Price of Existence - Lançamento: 8 de agosto de 2006 - Gravadora: Nuclear Blast (NB 1670-2) |
| 2008 | Awaken the Dreamers - Lançamento: 16 de setembro de 2008 - Gravadora: Nuclear Blast - Atingiu o número 126 na Billboard 200 e número 1 no Top Heatseekers |
| 2011 | This is Where it Ends - Lançamento: 26 de Julho de 2011 - Gravadora: Nuclear Blast |

## Vídeos
| Ano  | Títulos                 | Diretor       |
| 2003 | "Descontruction"        | diretor       |
| 2006 | "Eradication"           | Richie Valdez |
| 2008 | "Never... Again"        | Gary Smithson |
| 2011 | "There is nothing Left" | David Brodsky |